# Сімон Чобанг
Сімон Чобанг (фр. Simon Tschobang, 31 серпня 1951 — 7 серпня 2007) — камерунський футболіст, що грав на позиції воротаря. Відомий за виступами в низці камерунських клубів, найбільш відомий виступами за клуб «Динамо Дуала», а також у складі національної збірної Камеруну.

## Клубна кар'єра
Сімон Чобанг народився у місті Дуала. Розпочав футбольну кар'єру в клубі «Еклер Дуала», пізніше грав у складі клубу"Авіон Ентрелек Дуала". У 1982 році він захищав ворота клубу «Динамо Дуала», у цьому році він отримав запрошення до складу національної збірної Камеруну, у складі якої був учасником чемпіонату світу 1982 року в Іспанії, щоправда на ньому він був лише третім воротарем та на поле не виходив, а також на Кубку африканських націй 1982 року в Лівії. Завершив виступи на футбольних полях у складі клубу «Діхеп ді Нкам» (Ябассі), в якому грав після накладених санкцій за побиття арбіття після одного з матчів. Помер Сімон Чобанг 7 серпня 2007 року на 56-му році життя в рідному місті Дуала.